# Alain de Solminihac
Alain de Solminihac (Saint-Aquilin, 25 november 1593 - Cahors, 31 december 1659) was een Frans augustijner abt en bisschop van Cahors. Hij werd in 1981 zaligverklaard door paus Johannes Paulus II.

## Levensloop
Alain de Solminihac werd geboren in het Château de Belet in de Dordogne. Zijn familie behoord tot de lagere landadel. Hij werd op zijn twintigste aangesteld tot abt van Chancelade, een abdij van reguliere kanunniken van Sint-Augustinus. Twee jaar later werd hij tot priester gewijd. Vervolgens trok hij naar Parijs waar hij lessen volgde aan de Sorbonne en omging met theoloog André Duval, jezuïet Antoine Le Gaudiery, Charles Faure en kardinaal François de La Rochefoucauld. Zo raakte hij doordrongen van de geest van het Concilie van Trente en de contrareformatie binnen de katholieke kerk. Hij ontmoette er ook verschillende keren Franciscus van Sales.

### Abt van Chancelade
In 1622 keerde hij terug naar de abdij van Chancelade, die in een bedenkelijke staat verkeerde bij zijn aanstelling. De abdijgebouwen waren vervallen en er restten maar drie kanunniken. Alain de Solminihac werd tot abt gewijd en werkte aan de heropbouw van de gemeenschap met het herstellen van de gebouwen en het aantrekken van nieuwe leden. Op dertien jaar tijd kende de abdij vijftig nieuwe intredes. Er werden ook bijhuizen gesticht.
Zijn werk in Chancelade en zijn rechtlijnigheid in de leer trokken de aandacht van kardinaal De Richelieu en van koning Lodewijk XIII. Hem werd de bisschopszetel van Lavaur aangeboden, die hij weigerde. Toen hem daarna in 1636 het grote bisdom Cahors werd aangeboden, aanvaardde hij wel op voorwaarde dat hij abt van Chancelade kon blijven. Hij bleef er abt tot 1658, toen hij werd opgevolgd door Jean Garat.

### Bisschop van Cahors
Na een retraite van een maand bij de kartuizers werd Alain de Solminihac in 1637 tot bisschop gewijd in de kerk van de Abdij Saint-Geneviève in Parijs. Begin februari 1638 kwam hij aan in Cahors en nam er zijn intrek in het Château de Mercuès, de bisschopsresidentie. Hij zette zich in voor de strijd tegen het jansenisme en de protestanten. Hij bevorderde de Mariaverering en de verering van het Heilig Sacrament. Hij richtte een priesterseminarie op dat hij toevertrouwde aan de lazaristen van Vincentius a Paulo, met wie hij bevriend was. Hij richtte ook weeshuizen, scholen en ziekenhuizen op. Tijdens zijn 21 jaar als bisschop reisde hij voortdurend zijn uitgestrekte bisdom af om via pastorale bezoeken de regels van het Concilie van Trente te doen naleven. Lichamelijk uitgeput overleed hij in 1659 in het Château de Mercuès. Hij werd begraven in de kathedraal Saint-Étienne van Cahors.

## Verering
Al bij leven had Alain de Solminihac een reputatie van heiligheid opgebouwd door zijn sobere levenswijze en pastorale reizen. Verschillende mirakels werden na zijn dood aan hem toegeschreven. Hij werd op 4 oktober 1981 door paus Johannes Paulus II zaligverklaard.

## Afbeeldingen

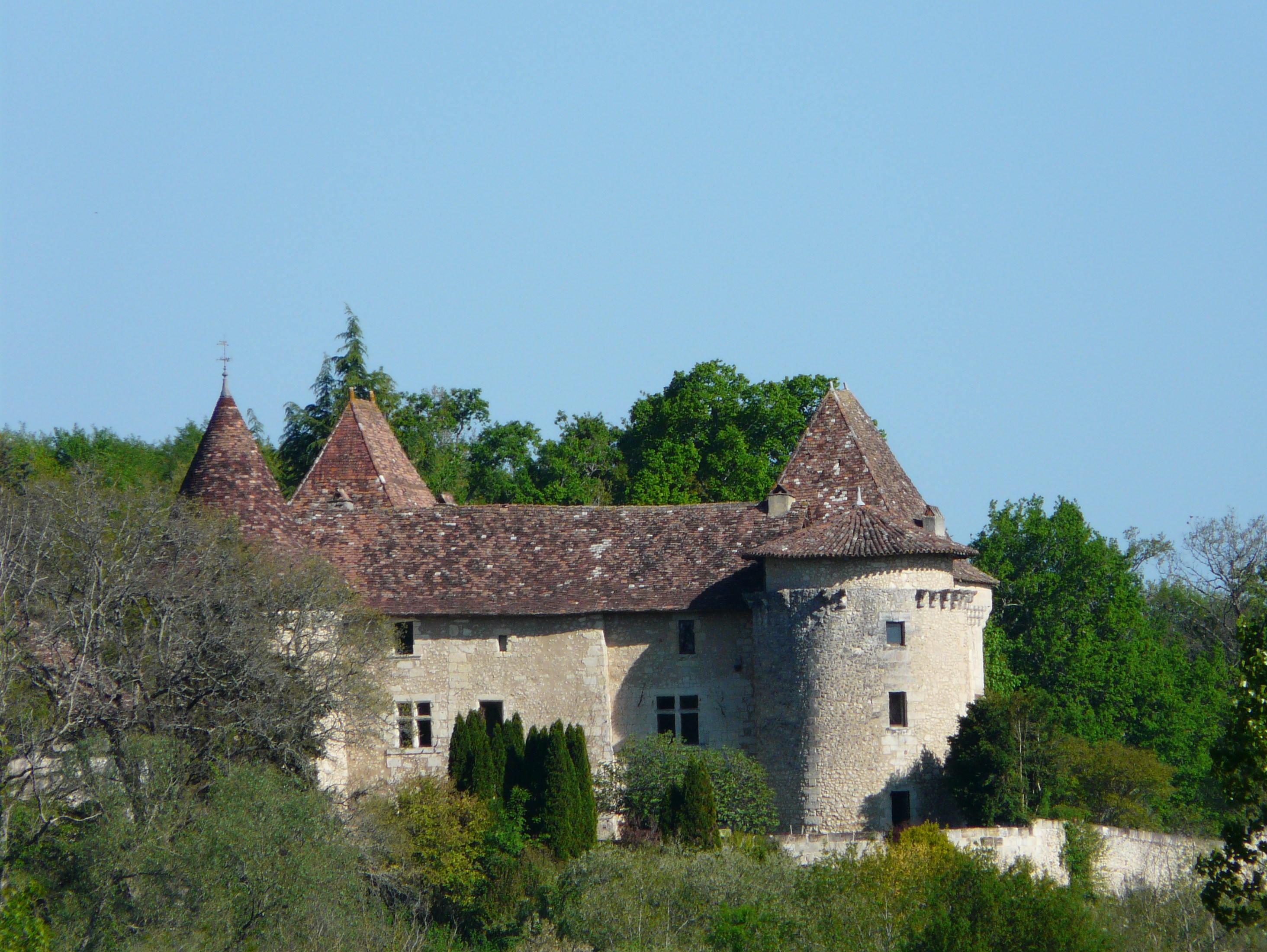
Château de Belet
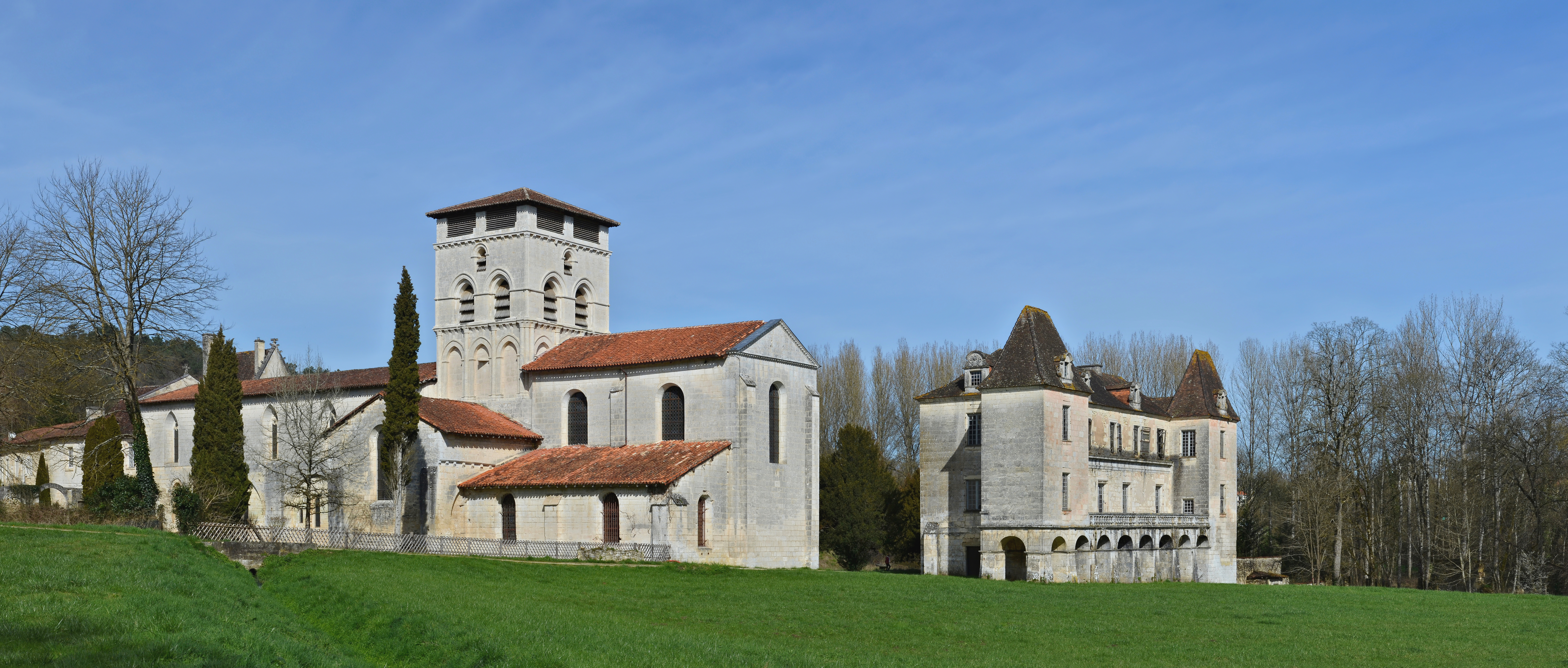
Abdij van Chancelade
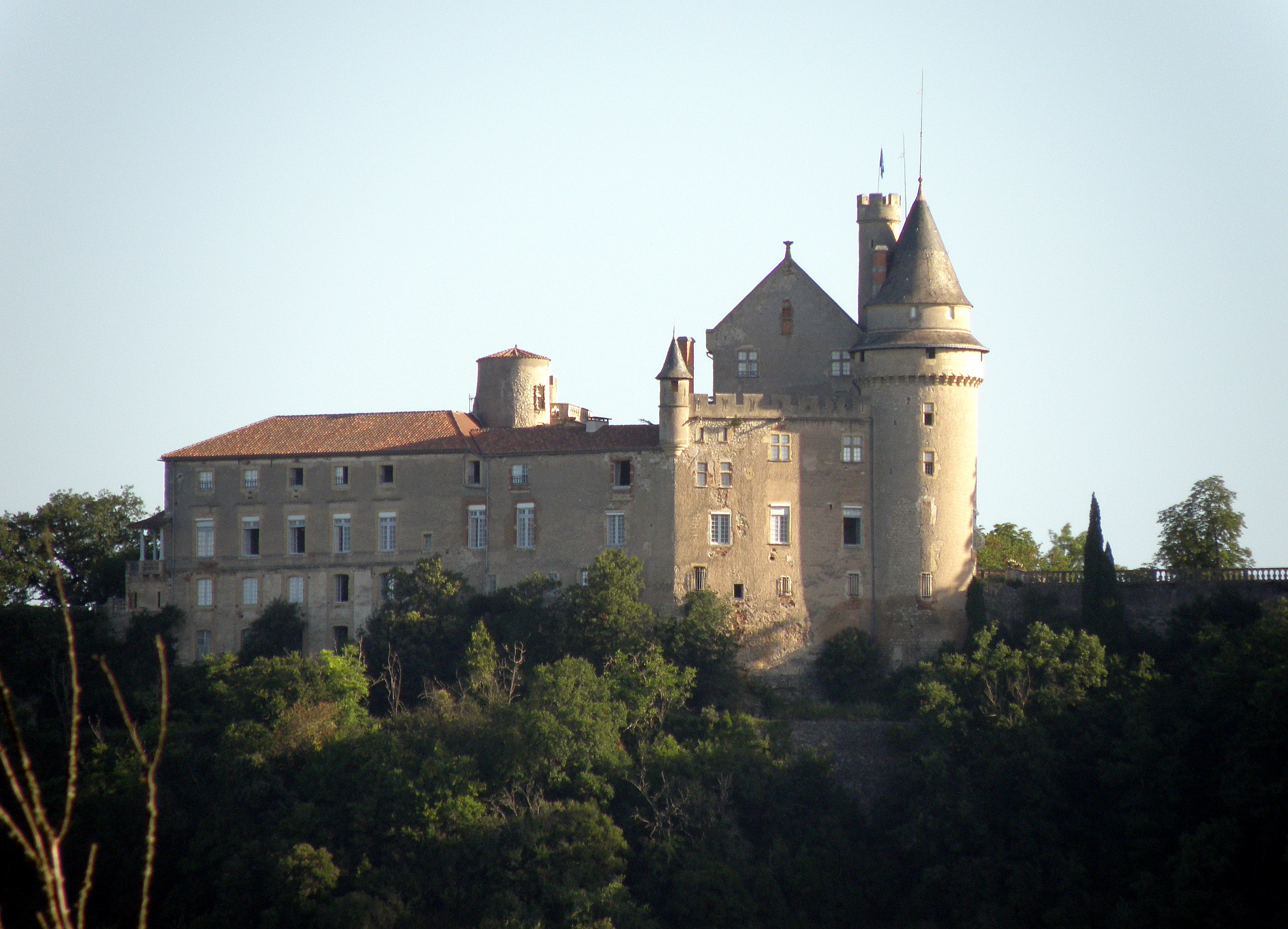
Château de Mercuès
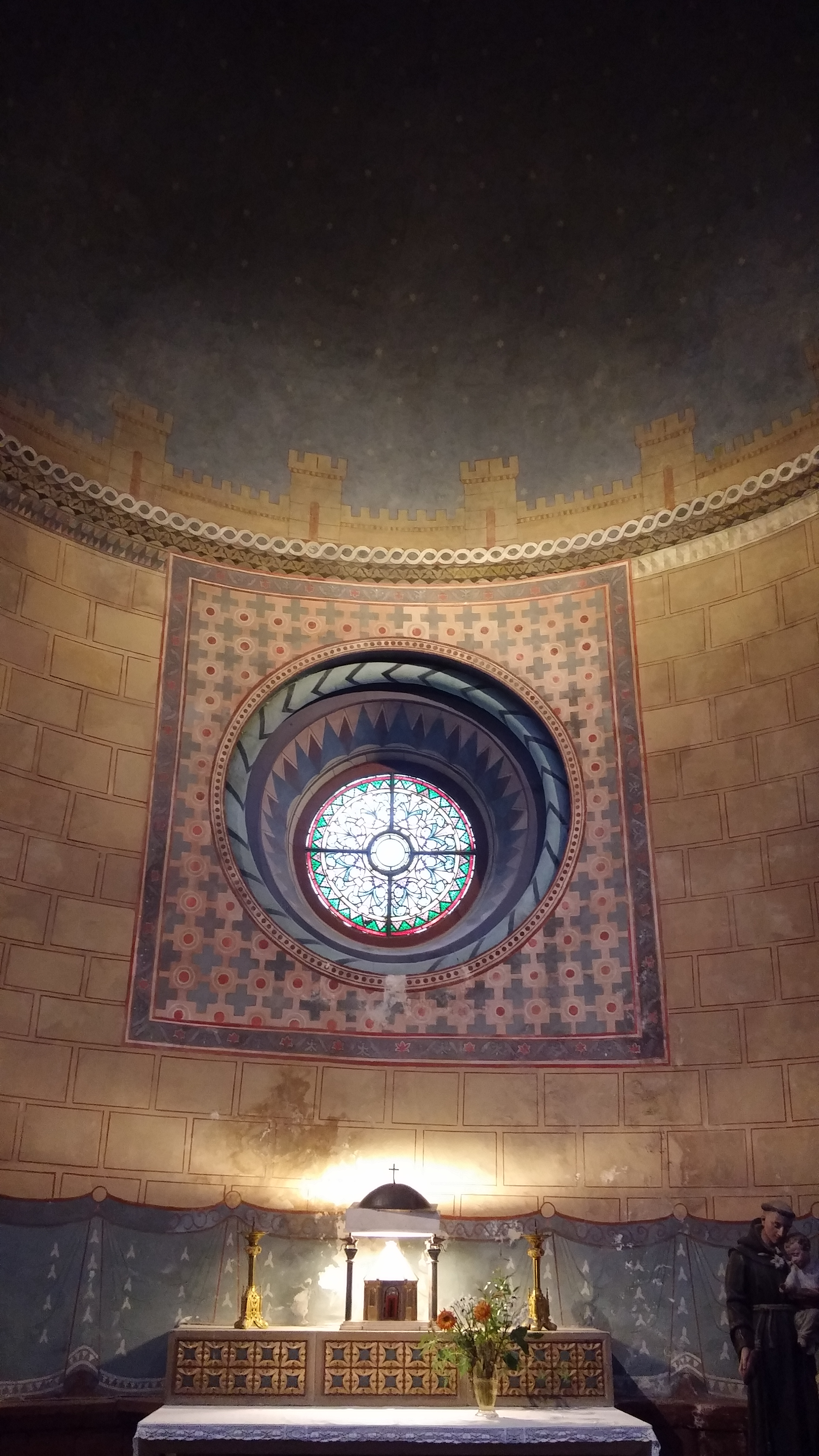
Kapel gewijd aan de zalige Alain de Solminihac in de kathedraal van Cahors